# Lista över fornlämningar i Västerås kommun (Tortuna)
Lista över fornlämningar i Västerås kommun (Tortuna) är en förteckning av ett urval av de fornlämningar som finns i Tortuna i Västerås kommun.